# Sporetus seminalis
Sporetus seminalis es una especie de escarabajo longicornio del género Sporetus, tribu Acanthocinini, subfamilia Lamiinae. Fue descrita científicamente por Bates en 1864.
La especie se mantiene activa durante los meses de mayo, julio y agosto.

## Descripción
Mide 6,36-9 milímetros de longitud.

## Distribución
Se distribuye por Bolivia, Brasil, Ecuador, Guayana Francesa y Perú.